# Шаблинський маяк
Шаблинський маяк (болг. Шабленски фар) — маяк розташований в 5 кілометрах на схід від міста Шабла, Добрицька область в Болгарії. Маяк був побудований в 1856 році Османською імперією і є найстарішим маяком в Болгарії. Маяк розташований у найсхіднішій точці Болгарії.

## Історія
Спорудження першого маяка на мисі Шабла відносять до середини XVIII століття. З давніх-давен тут проходить один з найважливіших чорноморських шляхів від гирла  Дунаю до Босфору, мис Шабла знаходиться приблизно в середині шляху. Вогонь маяка попереджав мореплавців про небезпечне мілководдя між мисом і селом Тюленово, за що мав назву «Пісочний ліхтар» або «Пісочний маяк» (болг. Пяс'чніят Фенер, пяс'чніят фар), поруч з маяком є і двокілометровий підводний риф.
Деякі історики вважають, що навігаційне спорудження в цьому місці було вже за часів  римського і  візантійського правлінь , а в  епоху еллінізму тут тримали «вогневу варту». Є свідчення, що маяк існував в 1786 році. Запис про існування маяка на мисі Шабла виявлена і в італійській  лоції 1844 року.
У 1855 році французький радник Блез-Жан-Маріус Мішель уклав з турецьким урядом договір про створення товариства «Compagnie des Phares de l'Empire Ottoman», яке почало будівництво та подальшу експлуатацію маяків на чорноморському узбережжі Болгарії. У числі інших маяків був заново відбудований і маяк в Шабле. Будівництво завершено в 1856 році, офіційно маяк введений в експлуатацію 15 (27) липня 1857 року.
Будівля маяка постраждало в кінці  Кримської війни, але було відремонтовано. У 1901 році землетрус в  Каліакрі з  магнітудою 7,2 за шкалою Ріхтера майже повністю зруйнував довколишні будівлі, але маяк не отримав пошкоджень, проте було вирішено стягнути вежу металевими обручами.

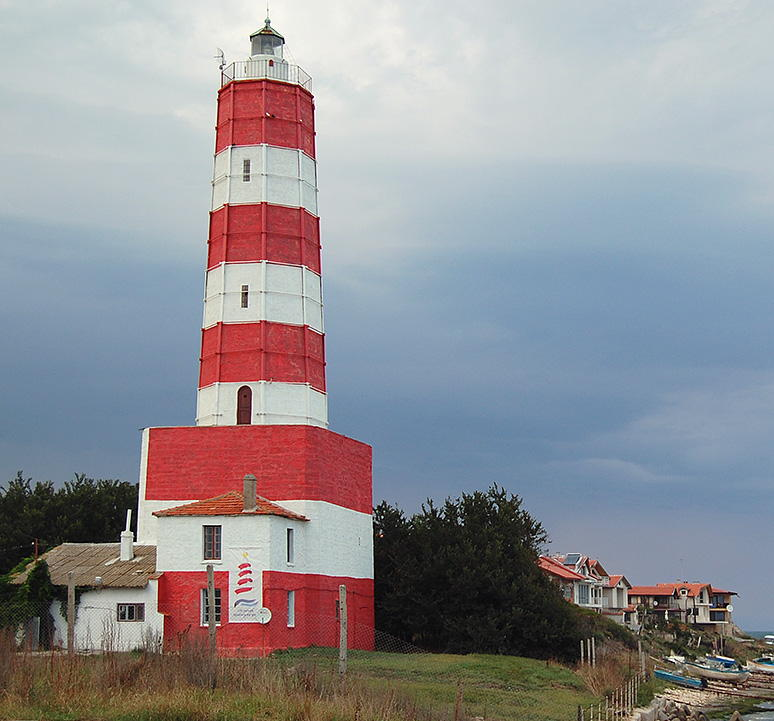
Шаблинський маяк в 2006 році

## Будівля маяка
Будівля маяка являє собою зменшену копію знаменитого  Александрійського маяка. Споруда, повністю складена з каменю на  будівельному розчині, змішаному з подрібненою  керамікою, являє собою восьмикутну вежу з квадратної хрестово-купольної основою. Довжина сторони підстави 8,8 метрів, висота 10 метрів. Товщина стін 1,2-1,5 метрів, а в перетині  пілястр, що підтримують склепіння, досягають трьох метрів. Висота центрального купола, на якому споруджена вежа, досягає 7,8 метрів. Стіни вежі орієнтовані по сторонах світу, її висота 18 метрів, зверху вежі розташовано ліхтарне відділення з оптикою. У вежі є гвинтові сходи в 132 ступені, в триповерховому підставі є дві спальні, кухня і вітальня для обслуговчого персоналу. В середині XIX століття на вежі був встановлений  блискавичник в формі півмісяця і зірки з позолоченим подовженим верхнім променем. У стіну будівлі вмонтована тугра  Абдул-Меджида, султана Османської імперії в період будівництва будівлі. У період підпорядкування  Південній Добруджі  Румунії (1915—1940) Шаблинський маяк був пофарбований смугами в білий і червоний колір. Таке забарвлення зберігається і в наш час, при тому, що всі інші маяки в Болгарії білі.
Фокальна висота становить 36 метрів над рівнем моря, висота споруди 32 метри. Маяк світить білим світлом, трьома проблисками кожні 25 секунд. Світло видно на відстані 17 морських миль (31 км). Маяк обслуговують п'ять чоловік.
Мис Шабла, де розташований маяк, є самою східною точкою Болгарії. Маяк побудований практично на краю мису і відстань від будівлі до берегової лінії зменшилася з 29 метрів в 1948 році до 13 метрів в 1996 році. У стіні маяка замуровано послання майбутнім поколінням, яке має бути відкрито в 2056 році, в двохсотлітній ювілей маяка.